# Famille de Balby de Vernon
La famille de Balby de Vernon (olim Cabalbi, puis de Balbi, puis de Balby-Vernon) est une famille subsistante de la noblesse française, originaire du Couserans, dans l'Ariège.

## Histoire
Bernard Cabalbi était en 1500 notaire apostolique du Couserans. Son fils ou petit-fils possible, Étienne Cabalbi, mort avant 1570, était notaire royal de Vic d'Oust, en Couserans.
Les jugements de maintenue de noblesse rendus aux XVIIe et XVIIIe siècles (en 1668, 1698, 1700 et 1716) en faveur de la famille Cabalbi font remonter sa filiation suivie à autre Bernard Cabalbi, seigneur de Dallus, mentionné en 1545, marié en premières noces avec Jeanne de Siregrand (qui teste en 1555).
C'est à la fin du XVIIIe siècle que le nom se francise en remplaçant le « i » par un « y », pour s'écrire « Balby ».

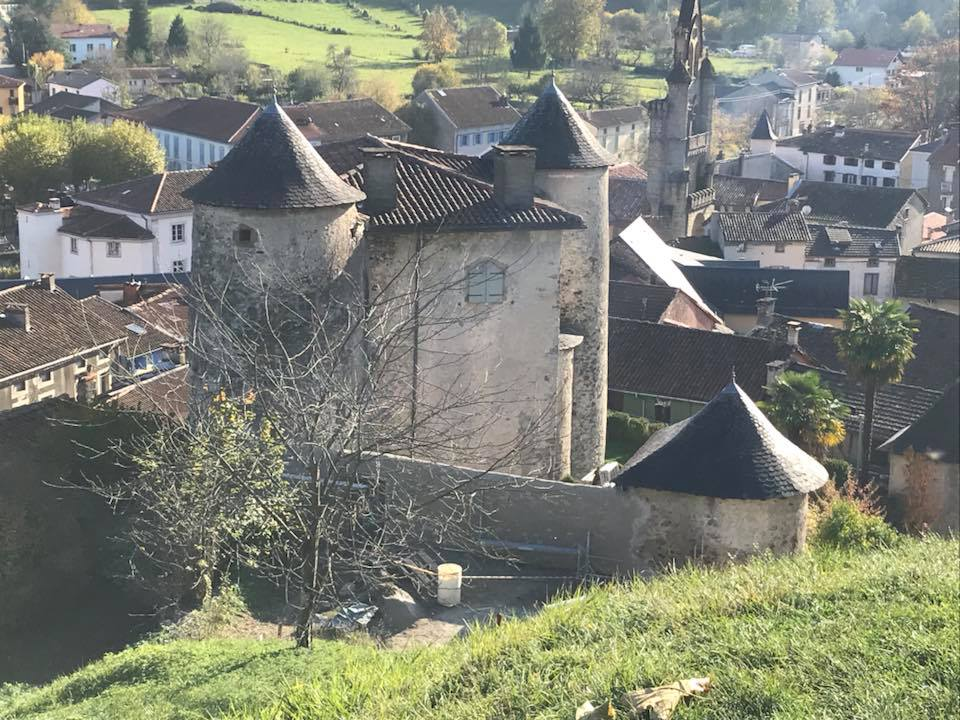
Château de Seix

## Filiation
Étienne Cabalbi eut pour fils :
- Bernard Cabalbi, mort après 1599, syndic de la vicomté de Couserans, marié vers 1550 avec Jeanne de Siregrand, dont :
  - Bertrand Cabalbi ( -1626). Il épousa en 1597 Gabrielle de Sers qui lui apporta le château de Seix. Il acquit le 24 février 1604 la seigneurie de Montfaucon. Il laissa, entre autres enfants, Étienne (qui paraît avoir le premier substitué au nom de Cabalbi celui de Balbi) et Jean Bertrand, qui furent les auteurs de deux branches[4] :
    - Étienne Balbi, seigneur de Montfaucon, qui épousa en 1608 Marguerite de Mauléon[4] (branche subsistante).
    - Jean Bertrand Cabalbi, seigneur d'Alos, marié en 1623 avec Marthe de Méritens (branche éteinte).

Branche ainée (issue d'Étienne Balbi) : Joseph René de Balby, seigneur de Montfaucon (village dominant Moulis (Ariège)), épousa le 16 avril 1783 Clotilde de Vernon, sœur du dernier marquis de Vernon (ce dernier commandant les écuries royales sous Louis XVIII (1814-1824,). Il prit part en 1789 aux assemblées de la noblesse tenues à Toulouse.
Son fils ainé, Joseph de Balby de Montfaucon (1792-1860), eut une courte postérité. Son fils puiné, Léon de Balby (1799-1873), fut autorisé par ordonnance royale du 29 décembre 1824 à ajouter à son nom celui de Vernon, qui était celui de son oncle, le marquis de Vernon, et à s'appeler de Balby-Vernon. Il est l'auteur des porteurs actuels du nom.
Branche cadette : Jean Bertrand Cabalbi épousa en 1623 Marthe de Méritens. Il en eut, entre autres enfants, deux fils : Maximilien Cabalbi, seigneur d'Alos, dont la descendance masculine s'éteignit en la personne de son petit-fils, Joseph Philippe de Cabalbi, seigneur d'Alos, né en 1719, marié à Mademoiselle de Sinéty, et Octavien Cabalbi, seigneur des Plas, marié à Marguerite de Lort, dont le petit-fils, Octavien de Cabalbi, seigneur d'Esplas, mourut en 1784 en laissant trois filles.
La famille Cabalbi, puis Balbi, a donné de nombreux officiers.

## Personnalités
- Jean François de Cabalbi (1678-1735), mousquetaire du roi dans la première compagnie en 1704, lieutenant de la compagnie de Dupuy, capitaine de cavalerie au régiment de La Flèche en 1709, chevalier de l'ordre royal et militaire de Saint-Louis.
- Georges de Balby de Vernon (1837-1910), membre de la Société archéologique et historique de l'Orléanais, est à l'origine de la découverte du cœur du roi Charles VIII dans la Basilique Notre-Dame de Cléry-Saint-André[8].
- Jean de Balby de Vernon (1919-2000), capitaine commandant le 1er escadron du 501e régiment de chars de combat de Rambouillet. Avec les capitaines Michel Cabanes et Michel Martet, commandant les 2e et 3e escadrons, ils furent appelés la veille de l'exécution du lieutenant Roger Degueldre pour former un peloton d'exécution. Tous trois refusèrent. Ils furent mis quinze jours aux arrêts de rigueur et leur commandement passa entre les mains des lieutenants en premier[9].

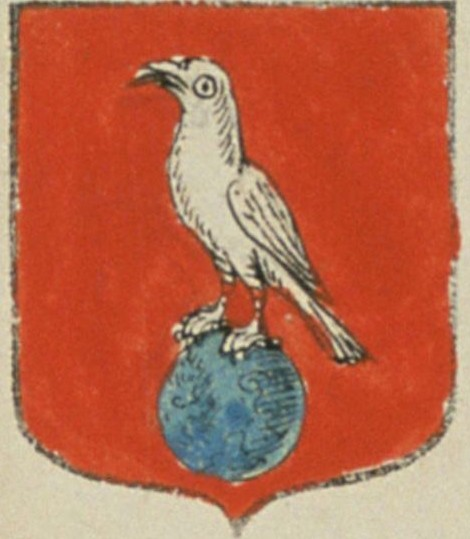
Armes anciennes

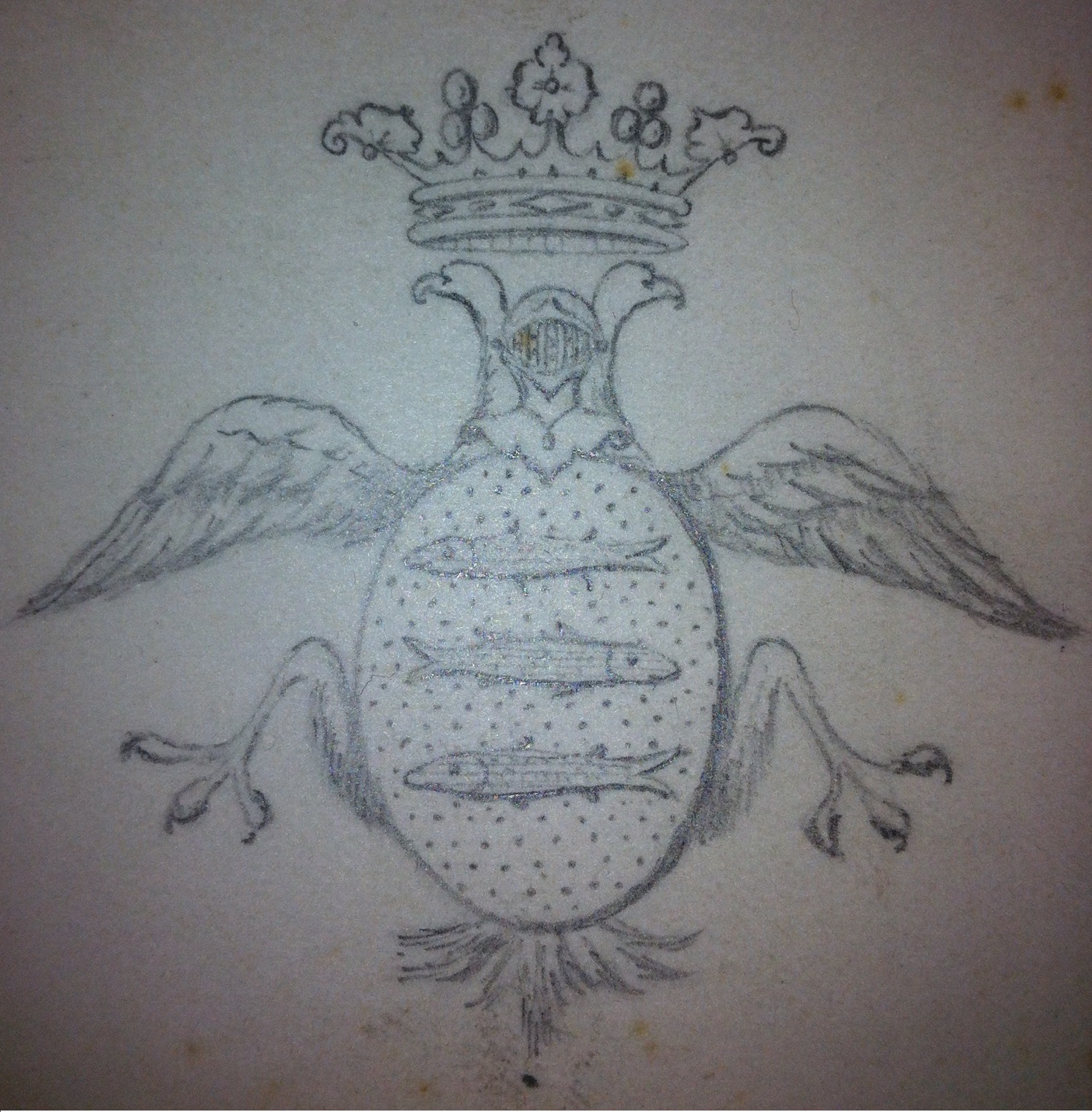
Armes modernes

## Armes
- Armes anciennes (d'après les jugements de maintenue de noblesse du XVIIe siècle) : De gueules à un faucon d'argent, langué de gueules, posé sur un monde d'azur, cintré et croisé d'or[4] (armes enregistrées en 1701 à l'Armorial général de France, 14e volume Languedoc)[10]
- Armes modernes portées par les représentants actuels de cette famille : D'or aux trois poissons d'azur posés en fasce, celui du milieu contourné[1]
- Devise : Semper de te digna sequere (Qu'elle te suive toujours dignement)

## Pour approfondir